# Castanotheroides
Castanotheroides är ett släkte av mångfotingar. Castanotheroides ingår i familjen Zephroniidae.
Kladogram enligt Catalogue of Life:
| Castanotheroides | \| \| Castanotheroides philippinus \| \| \| \| \| \| Castanotheroides porosus \| \| \| \| \| \| Castanotheroides sinuatus \| \| \| \| |
|                  | \| \| Castanotheroides philippinus \| \| \| \| \| \| Castanotheroides porosus \| \| \| \| \| \| Castanotheroides sinuatus \| \| \| \| |
|                  | Bothrobelum |
|                  | |
|                  | Castanotherium |
|                  | |
|                  | Cryxus |
|                  | |
|                  | Cynotelopus |
|                  | |
|                  | Indosphaera |
|                  | |
|                  | Kophosphaera |
|                  | |
|                  | Leptoprotopus |
|                  | |
|                  | Leptotelopus |
|                  | |
|                  | Prionobelum |
|                  | |
|                  | Pulusphaera |
|                  | |
|                  | Rajasphaera |
|                  | |
|                  | Sphaerobelum |
|                  | |
|                  | Sphaeropaeus |
|                  | |
|                  | Sphaeropoeus |
|                  | |
|                  | Tigridosphaera |
|                  | |
|                  | Zephronia |
|                  | |
|                  | Castanotheroides philippinus |
|                  | |
|                  | Castanotheroides porosus |
|                  | |
|                  | Castanotheroides sinuatus |
|                  | |

|  | Castanotheroides philippinus |
|  |                              |
|  | Castanotheroides porosus     |
|  |                              |
|  | Castanotheroides sinuatus    |
|  |                              |